# Kaffrine (région)
Pour la ville, voir Kaffrine.
Créée en 2008, la région de Kaffrine est l'une des 14 régions administratives du Sénégal.
Le chef-lieu régional est la ville de Kaffrine. À la suite des réformes administratives intervenues en 2008, Kaffrine a été nouvellement érigée en région. Elle couvre une superficie de 11.492 km2, soit presque les 2/3 de l’ancienne région de Kaolack avec une population d’environ 600.000 habitants. C’est l’une des cinq plus grandes régions du pays. 

## Situation
Elle est limitée au Nord par les régions de Diourbel et Louga, à l’Est par la région de Tambacounda, au Sud par la République de la Gambie, à l’Ouest par la région de Kaolack.
| Diourbel | Louga    | Matam       |
| Kaolack  | Kaffrine | Tambacounda |
|          | Gambie   |             |

## Organisation territoriale

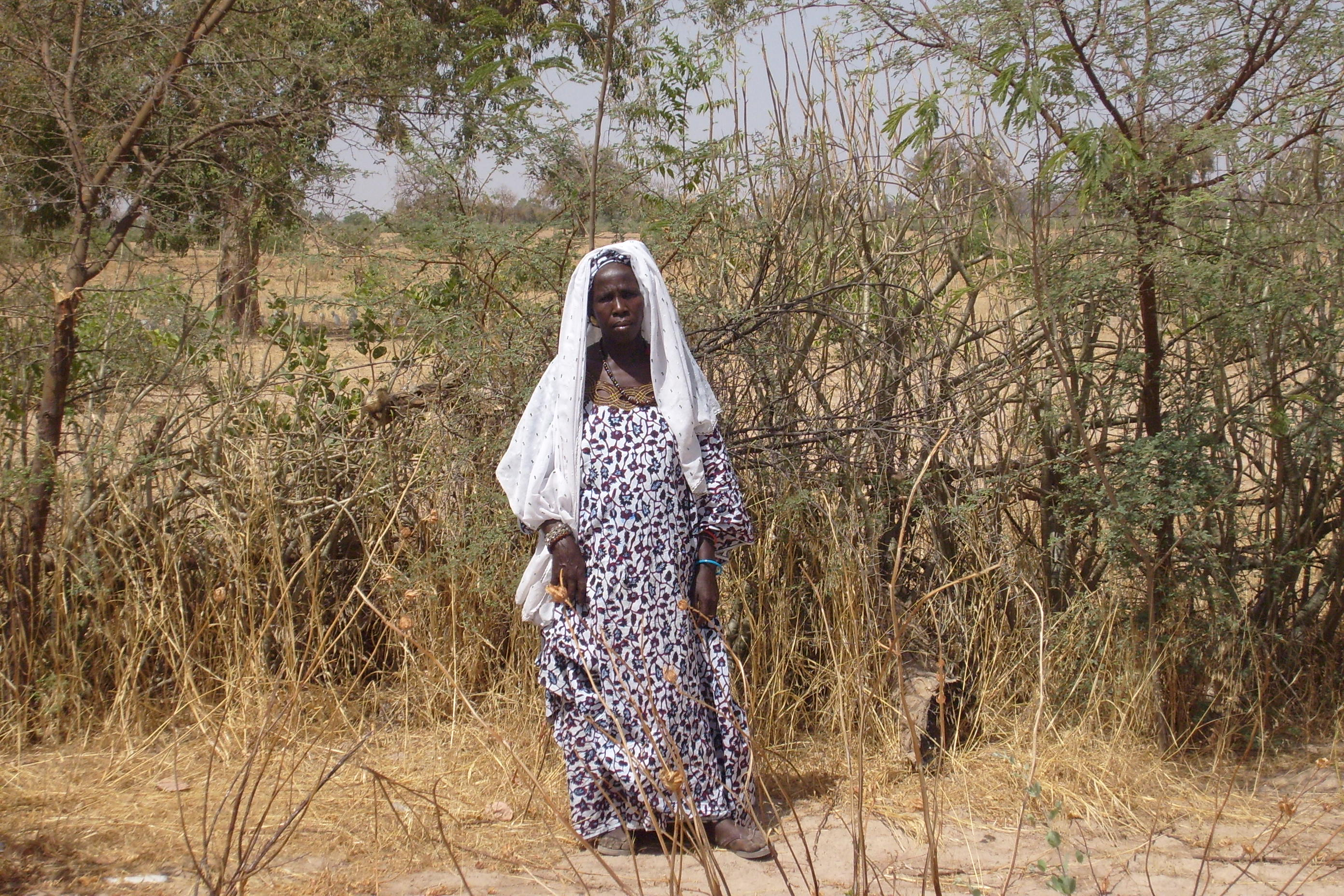
Une habitante de la région (près de Kaffrine)

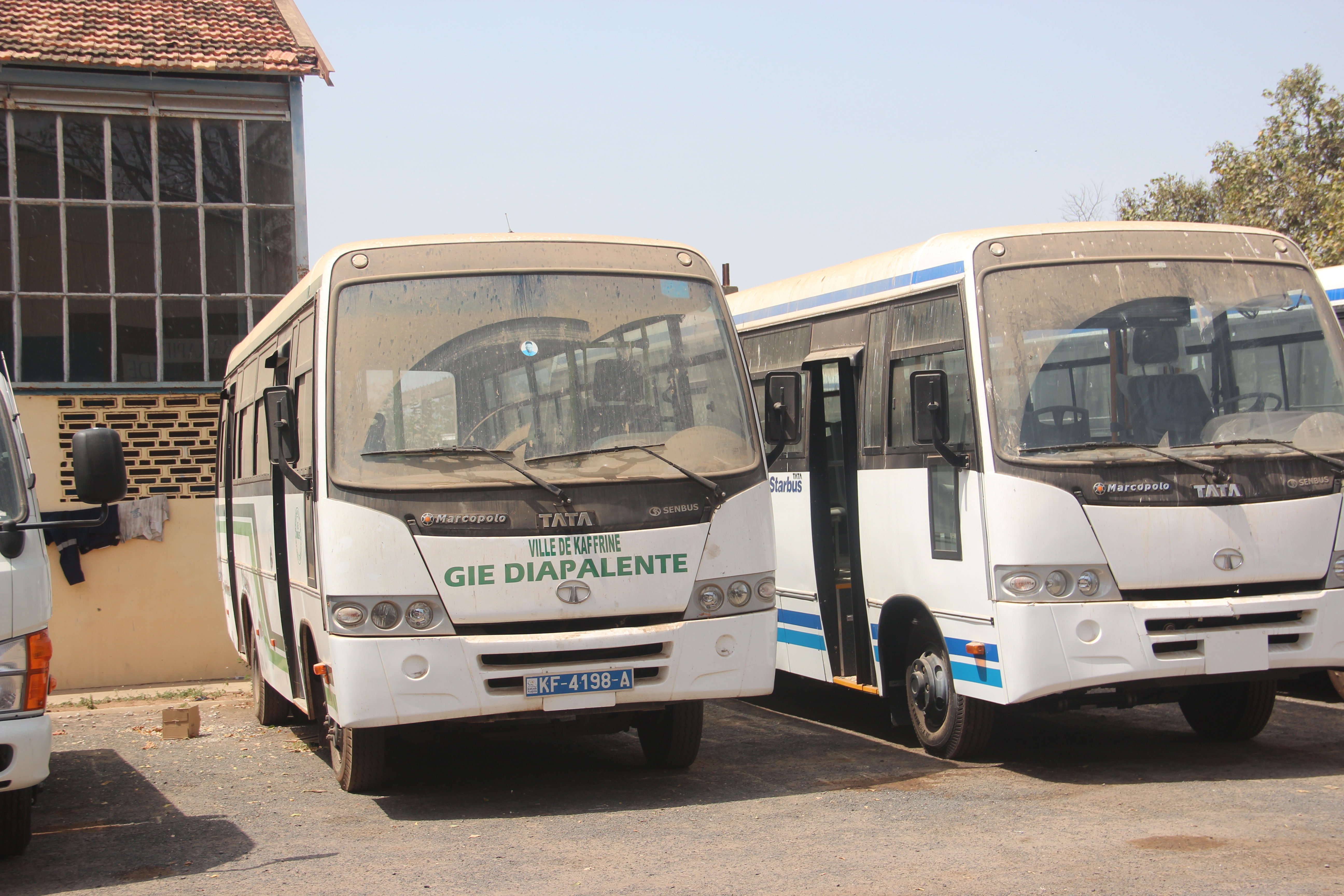
Bus du GIE Diapalente.

Le ressort territorial actuel, ainsi que le chef-lieu des régions, départements et arrondissements sont ceux fixés par un décret du 10 septembre 2008 qui abroge toutes les dispositions antérieures contraires.

### Départements
Depuis août 2008, la région est subdivisée en quatre départements :
- Département de Birkelane ;
- Département de Kaffrine ;
- Département de Koungheul ;
- Département de Malem-Hodar.

### Arrondissements
La région comprend neuf arrondissements :
- Arrondissement de Darou Minam 2 ;
- Arrondissement de Gniby ;
- Arrondissement de Ida Mouride ;
- Arrondissement de Lour Escale ;
- Arrondissement de Katakel ;
- Arrondissement de Keur Mboucki ;
- Arrondissement de Mabo ;
- Arrondissement de Missirah Wadene ;
- Arrondissement de Sagna.

### Communes
La région compte cinq communes :
- Birkelane, créée en 2008 ;
- Kaffrine ;
- Koungheul ;
- Malem Hodar ;
- Nganda, créée en 2008.

## Démographie
En 2017 la population  de Kaffrine est estimée selon les chiffres officiels de l'ANSD à 655 121 habitants, 325 616 hommes et 329 505 femmes, soit 4,3 % de la population nationale.